# Elektronska knjiga
Elektronska knjiga, e-knjiga ali digitalna knjiga je knjižna publikacija, izdana v digitalni obliki, bodi samostojno, bodisi kot različica klasične tiskane knjige. Publikacija je tako namesto v fizični obliki dostopna s pomočjo računalniške naprave in se bralcu izpisuje na zaslonu, danes dostopna tehnologija pa računalnikom omogoča tudi branje takega besedila s pomočjo sintetizatorja govora. Distribucija elektronskih knjig poteka prav tako elektronsko, prek različnih prenosnih elektronskih medijev ali svetovnega spleta.
Zaradi fleksibilnosti, ki jo nudi digitalni zapis vsebin, ni popolnoma jasno določeno, kaj digitalna knjiga sploh je. V začetku se je izraz »e-knjiga« uporabljal zgolj za tiskane knjige, pretvorjene v digitalni format (digitalizirane), kasneje pa se je uporaba izraza razširila tudi na digitalne zbirke informacij v drugačnih oblikah, na primer multimedijske učne pripomočke na CD-ROMih; združenje založnikov digitalnih vsebin se zato izogiba uporabi izraza »e-knjiga« in predlaga splošnejši izraz publikacija.

## Tehnologija
Obstaja mnogo formatov, ki se uporabljajo za zapis knjig v elektronski obliki, od navadnih tekstovnih datotek v standardu ASCII do različnih odprtih ali lastniških standardov. Enoten standard ne obstaja. Kompleksnejši formati e-knjig ponujajo dodatne funkcionalnosti, kot so nadbesedilne povezave do dodatnih vsebin, vključevanje multimedijskih vsebin (npr. slik), možnost dodajanja zapiskov ipd.
Tudi na ravni naprav za branje je raznolikost ponudbe ogromna. Klasične tekstovne datoteke lahko z ustrezno programsko opremo prikazuje praktično vsaka računalniška naprava, s čimer se lahko tudi uporabi za branje e-knjig v tem formatu. Vendar pa razširjeni osebni in prenosni računalniki ergonomsko niso primerni za dolgotrajnejše branje. Imajo tudi bistvene omejitve tehnične narave: trajanje delovanja prenosnih računalnikov omejuje kapaciteta baterije, občutljivi so na okoljske dejavnike in LCD-zasloni, ki so standard, so ob premočni osvetlitvi okolice (recimo zunaj na soncu) slabo berljivi. V zadnjih letih zato pridobivajo na priljubljenosti namenski bralniki e-knjig, ki uporabljajo tehnologijo elektronskega papirja. Zaslon take naprave vsebuje električno nabite delce pigmenta, ki jim naprava spreminja razporeditev, s čimer ustrezne dele zaslona napravi temne ali svetle. Kontrast prikaza je z danes dostopno tehnologijo podoben kontrastu časopisa, najnovejši zasloni pa imajo že boljši kontrast. Branje s takega zaslona je udobnejše od branja z LCD-zaslonov, vendar trenutno dostopna tehnologija elektronskega papirja ne more reproducirati barv. Med osebnimi računalniki in specializiranimi bralniki obstaja še cela paleta večnamenskih prenosnih naprav, ki omogočajo prikazovanje besedila ter s tem branje e-knjig, kot so tablični računalniki, pametni telefoni, dlančniki idr.
Spodnja tabela prikazuje podporo nekaterih razširjenih naprav za branje elektronskih knjig nekaterim razširjenim formatom:
| Naprava za branje              | Tekstovna datoteka | PDF | ePub | HTML | Mobi- Pocket | Fiction- Book (Fb2) | DjVu | Broadband eBook (BBeB) | eReader | Kindle | WOLF | Tome Raider | Open eBook |
| Amazon Kindle 1                | Da                 | Ne  | Ne   | Ne   | Da           | Ne                  | Ne   | Ne                     | Ne      | Da     | Ne   | Ne          | Ne         |
| Amazon Kindle 2, DX            | Da                 | Da  | Ne   | Da   | Da           | Ne                  | Ne   | Ne                     | Ne      | Da     | Ne   | Ne          | Ne         |
| Amazon Kindle 3                | Da                 | Da  | Ne   | Ne   | Da           | Ne                  | Ne   | Ne                     | Ne      | Da     | Ne   | Ne          | Ne         |
| Naprave z OS Android           | Da                 | Da  | Da   | Da   | Da           | Da                  | Da   | Ne                     | Da      | Da     | Ne   | Da          | Da         |
| Naprave z Apple iOS            | Da                 | Da  | Da   | Da   | Da           | Da                  | Da   | Ne                     | Da      | Da     | Ne   | Da          | Da         |
| Azbooka WISEreader             | Da                 | Ne  | Da   | Da   | Da           | Da                  | Ne   | Ne                     | Ne      | Ne     | Ne   | Ne          | Ne         |
| Barnes & Noble Nook            | Da                 | Da  | Da   | Ne   | Ne           | Ne                  | Ne   | Ne                     | Da      | Ne     | Ne   | Ne          | Ne         |
| Bookeen Cybook Gen3, Opus      | Da                 | Da  | Da   | Da   | Da           | Da                  | Ne   | Ne                     | Ne      | Ne     | Ne   | Ne          | Da         |
| COOL-ER Classic                | Da                 | Da  | Da   | Da   | Da           | Da                  | Ne   | Ne                     | Ne      | Ne     | Ne   | Ne          | Ne         |
| Foxit eSlick                   | Da                 | Da  | Da   | Ne   | Ne           | Ne                  | Ne   | Ne                     | Da      | Ne     | Ne   | Ne          | Ne         |
| Hanlin e-Reader V3             | Da                 | Da  | Da   | Da   | Da           | Da                  | Da   | Ne                     | Ne      | Ne     | Da   | Ne          | Ne         |
| Hanvon WISEreader              | Da                 | Da  | Da   | Da   | Ne           | Ne                  | Ne   | Ne                     | Ne      | Ne     | Ne   | Ne          | Ne         |
| iRex iLiad                     | Da                 | Da  | Da   | Ne   | Da           | Ne                  | Da   | Ne                     | Ne      | Ne     | Ne   | Ne          | Ne         |
| Iriver Story                   | Da                 | Da  | Da   | Ne   | Ne           | Da                  | Da   | Ne                     | Ne      | Ne     | Ne   | Ne          | Ne         |
| Kobo eReader                   | Da                 | Da  | Da   | Ne   | Ne           | Ne                  | Ne   | Ne                     | Ne      | Ne     | Ne   | Ne          | Ne         |
| Nokia N900                     | Da                 | Da  | Da   | Da   | Da           | Da                  | Da   | Ne                     | Ne      | Ne     | Ne   | Ne          | Da         |
| NUUTbook 2                     | Da                 | Da  | Da   | Ne   | Ne           | Ne                  | Ne   | Ne                     | Ne      | Ne     | Ne   | Ne          | Ne         |
| OLPC XO, Sugar                 | Da                 | Da  | Da   | Da   | Ne           | Ne                  | Da   | Ne                     | Ne      | Ne     | Ne   | Ne          | Ne         |
| Onyx Boox 60                   | Da                 | Da  | Da   | Da   | Da           | Da                  | Da   | Ne                     | Ne      | Ne     | Ne   | Ne          | Ne         |
| Windows PC                     | Da                 | Da  | Da   | Da   | Da           | ?                   | ?    | ?                      | Da      | Da     | ?    | ?           | Da         |
| Pocketbook 301 Plus, 302, 360° | Da                 | Da  | Da   | Da   | Da           | Da                  | Da   | Ne                     | Ne      | Ne     | Ne   | Ne          | Ne         |
| Sony Reader                    | Da                 | Da  | Da   | Ne   | Ne           | Ne                  | Ne   | Da                     | Ne      | Ne     | Ne   | Ne          | Ne         |
| Viewsonic VEB612               | Da                 | Da  | Da   | Da   | Da           | Ne                  | Ne   | Ne                     | Ne      | Ne     | Ne   | Ne          | Ne         |

1. 1 2 3 4 5  Lastniški format
2. ↑  Predhodnik formata ePUB
3. 1 2 3 4 5 6 7 8 9 10 11 12 13 14  Zahteva najnovejši firmware
4. 1 2  Odvisno od različice - podpora bodisi za ePUB, bodisi za MobiPocket
5. ↑  Samo različica za ePUB z nadgrajenim FW 2.0+
6. ↑  Program Kindle za osebne računalnike podpira zaščito s shemami upravljanja pravic digitalnih vsebin od različice 1.3.0 dalje

## Primerjava s tiskanimi knjigami
Elektronske knjige imajo trenutno v primerjavi s tiskanim več prednosti, pa tudi slabosti. Pomnilnik sodobne prenosne naprave za branje lahko shrani nekaj tisoč knjig, kar olajša rokovanje z zbirko (na primer na potovanju ali v podobnih situacijah, kjer sta prostor in teža omejena). Nakup knjige bralec opravi prek spleta ali si praktično brezplačno naloži delo, katerega avtorske pravice so že potekle, kar je priročneje kot če bi moral iti v knjigarno ali knjižnico. Namenski bralniki e-knjig so zaenkrat še nekoliko okorni in omejeno uporabni, vendar je tehnološki napredek na tem področju bliskovit. Pomemben dejavnik je tudi cena. Naprava za branje končnemu uporabniku zaenkrat predstavlja razmeroma velik vstopni strošek (če ne uporabi za branje naprave, ki jo je že kupil za drug namen, npr. pametnega telefona), same knjige pa so večinoma bistveno cenejše od tiskanih.
S stališča industrije se izpostavlja predvsem pretres, ki ga nov način distribucije povzroča v klasičnih založniških modelih, ki se razlikujejo od države do države oz. od kulture do kulture. Ker je področje še novo in neuveljavljeno, še ni vzpostavljenih standardov in poslovnih praks. Skrbi povzroča tudi piratstvo oz. nelegalno kopiranje in deljenje vsebin. V ta namen so veliki založniki ustvarili več shem za upravljanje pravic digitalnih vsebin, ki določajo, kaj lahko bralec s kupljeno e-knjigo počne. Te sheme so lahko bistveno bolj restriktivne kot v primeru distribucije fizičnih izvodov knjige, saj na primer omejujejo pravico do posoje knjig, ki je pri tiskanih knjigah samoumevna. Odnos med ponudnikom in kupcem je tako bolj podoben ureditvi na trgu programske opreme, kjer kupec z nakupom licence dobi le pravico do uporabe ustvarjalnega dela pod pogoji, ki jih določi prodajalec. To daje založnikom in trgovcem bistveno več nadzora ter odpira možnost cenzure. V odmevnem primeru leta 2009 je spletni trgovec Amazon.com na daljavo izbrisal kupljene izvode romana 1984 z elektronskih bralnikov strank in jim povrnil kupnino brez predhodnega pojasnila. Dodatna težava je odsotnost enotnega standarda, posledica česar je nezdružljivost shem upravljanja pravic digitalnih vsebin glavnih ponudnikov - zaščitene datoteke z e-knjigami, kupljene pri enem ponudniku, je mogoče brez nelegalnih posegov brati samo z napravo, ki jo ta ponudnik podpira.

## Zgodovina
O vprašanju, katera je bila prva e-knjiga na svetu, ni enotnega mnenja, za pionirja na tem področju pa se pogosto navaja Michael S. Hart s Projektom Gutenberg, v sklopu katerega je bila 4. julija 1971 digitalizirana prva publikacija - Deklaracija neodvisnosti ZDA. V naslednjih desetletjih je področje počasi rastlo. Nastalo je še več zbirk gradiv v javni lasti, med njimi Wikivir Fundacije Wikimedia, kot način distribucije novih del pa so e-knjige uporabljali predvsem na specializiranih področjih (npr. za priročnike v računalništvu).
To se je pričelo spreminjati konec 1990. let, ko so na tržišče prišle prve namenske naprave - bralniki elektronskih knjig. Hkrati je razmah interneta spodbudil vidnejše ustvarjalce da so pričeli eksperimentirati z alternativnimi načini distribucije svojih del, ki jih internet omogoča. Med prvimi je bil Stephen King, ki je leta 1999 s pomočjo založbe izdal novelo Riding the Bullet izključno v elektronski obliki za distribucijo prek spleta. Opogumljen z uspehom - prodanih je bilo pol milijona izvodov - je naslednje leto izvedel še drznejši eksperiment: popolnoma je obšel založbo in svojo naslednjo novelo The Plant ponudil za odjemanje prek svoje spletne strani po poglavjih. Obljubil je, da bo napisal in na enak način objavil naslednje poglavje, če bo delež ljudi, ki so plačali ceno enega dolarja za prenos, presegel 75 % (ne glede na absolutno število). Delež je po nekaj poglavjih padel na približno 50 % in novela ostaja nedokončana do danes.
Na račun dostopnejše tehnologije se od konca 2000. let v angleško govorečem svetu dogaja eksploziven razmah tovrstnih publikacij, ki so jih sprejeli tudi veliki založniki in preostanek industrije. Po podatkih Združenja ameriških založnikov za januar 2011 je prodaja e-knjig narasla za 118 % napram januarju 2010. Februarja tega leta so uredniki časopisa New York Times pričeli e-knjige vključevati v svoj vplivni seznam uspešnic. Spletni trgovec Amazon.com je že julija 2010 objavil, da je prodaja e-knjig presegla prodajo tiskanih, konec tistega meseca je roman švedskega pisatelja Stiega Larssona Dekle z zmajskim tatujem postal prva e-knjiga z več kot milijon prodanimi izvodi.

### Elektronske knjige v Sloveniji
Omenjeni trendi se z nekaj zamika in v manjši meri odražajo tudi v Sloveniji. Od sredine 1990. let je dostopna zbirka slovenskih leposlovnih del, ki jo vzdržuje literarni zgodovinar Miran Hladnik. Leta 2000 je švedski esperantist in tipograf slovenskega rodu Franko Luin ustvaril servis BESeDA, virtualno knjižnico digitaliziranih del slovenskih avtorjev, ki danes vsebuje okrog 300 del, tudi novejših izdaj. Sledili so projekti, kot so Digitalna knjižnica Slovenije, knjižnica Nova beseda, slovenska različica projekta Wikivir in drugi. Prvi slovenski avtorji, ki so preizkušali novi model distribucije, so svoja dela ponudili brezplačno. Za prvega velja Mitja Peruš, ki je leta 2000 na ta način s pomočjo založbe DZS izdal strokovno delo Biomreže, mišljenje in zavest; knjiga je bila šele kasneje izdana tudi v tiskani obliki. Sledil mu je Miha Mazzini s prvo e-knjigo sodobnega leposlovja - leta 2002 je javno ponudil elektronsko različico svojega romana Drobtinice. Leta 2008 je podjetje ČZP Večer odprlo Ruslico, prvo elektronsko knjigarno z deli domačih in tujih avtorjev v slovenščini.